# مايكل سبروت
مايكل سبروت (بالإنجليزية: Michael Sprott)‏ مواليد 16 يناير 1975 في قراءة، باركشير، إنجلترا، هو ملاكم بريطاني يصنف ضمن فئة الوزن الثقيل.

## إحصائيات
خاض خلال مسيرته 67 نزالا، فاز في 42 وخسر في 25. فاز بالضربة القاضية في 17 نزالا.

## روابط خارجية
- مايكل سبروت على موقع بوكس ريك (الإنجليزية) (registration required)